# Kurt Rauxloh
Kurt Rauxloh (* 23. Februar 1906 in Rheydt; † 5. Januar 1952 in Viersen) war als Aufseher in der Häftlingsschneiderei des KZ Ravensbrück eingesetzt.

## Leben
Kurt Rauxloh, von Beruf Schneider, beantragte am 20. Mai 1937 die Aufnahme in die NSDAP und wurde rückwirkend zum 1. Mai desselben Jahres aufgenommen (Mitgliedsnummer 5.624.915). Nach einer Verwundung, die er sich an der Ostfront zugezogen hatte, wurde er von Ende 1943 bis Mitte April 1945 als Aufseher in der Häftlingsschneiderei des KZ Ravensbrück eingesetzt.
Nach dem Ende des Zweiten Weltkrieges musste sich Rauxloh für seine im KZ Ravensbrück begangenen Taten vor einem britischen Militärgericht im sechsten der sieben Ravensbrück-Prozesse verantworten. Wegen der Teilnahme an der Misshandlung alliierter Häftlinge wurde Rauxloh am 26. Juli 1948 zu zehn Jahren Haftstrafe verurteilt. Er gab zu, weibliche Häftlinge der Nachtschicht im Industriehof geschlagen zu haben. Nach Bestätigung des Urteils am 6. August 1948 verblieb er in Haft.
Kurt Rauxloh wurde am 26. September 1951 aus gesundheitlichen Gründen aus der Haft entlassen. Über seinen weiteren Lebensweg ist nichts bekannt.